# Batalha de Kinsale

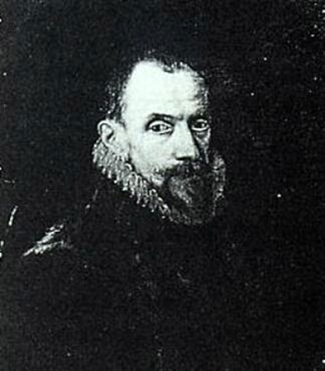
Comandante espanhol Juan Del Águila

A Batalha de Kinsale, também conhecida como cerco de Kinsale, foi a batalha final da conquista da Irlanda gaélica pelo Reino da Inglaterra, começando em outubro de 1601, perto do final do reinado da rainha Isabel I, e no clímax da Guerra dos Nove Anos, uma campanha de Hugh O'Neill, 2º Conde de Tyrone, Hugh Roe O'Donnell e outros senhores irlandeses contra o domínio inglês.
Devido ao envolvimento espanhol e às vantagens estratégicas a serem obtidas, a batalha também fez parte da Guerra Anglo-Espanhola, o conflito mais amplo da  Inglaterra Protestante contra Espanha Católica.

## Antecedentes
A Irlanda foi reivindicada como senhorio pela Coroa Inglesa desde 1175, mas nunca foi totalmente submetida. Na década de 1350, a esfera de influência da Inglaterra havia diminuído para a Paliçada, área ao redor de Dublin, com o resto do país sob o domínio dos senhores gaélicos. Os monarcas Tudor, começando com Henrique VIII, tentaram reafirmar sua autoridade na Irlanda com uma política de conquista e colonização. Em 1594, as forças no Ulster sob o comando do anteriormente leal Conde de Tyrone, Hugh O'Neill, rebelaram-se. Hugh Roe O'Donnell e Hugh Maguire (Senhor de Fermanagh) juntaram-se à rebelião de Tyrone. Uma série de vitórias no campo de batalha de 1593 a 1599, além de uma expansão da guerra do Ulster através das terras centrais e até Munster, arrebataram o controle da maior parte da ilha da Coroa inglesa. No final de 1599, os ingleses controlavam pouco além das cidades muradas e guarnições regionais.
Após o fracasso da Armada Espanhola na Irlanda em 1588, o rei Filipe II decidiu aproveitar os rebeldes irlandeses para criar uma nova frente na guerra contra a Inglaterra . A ajuda espanhola foi oferecida aos rebeldes irlandeses na expectativa de que amarrar os ingleses na Irlanda pudesse desviar os seus recursos de seus aliados na Holanda e nos Países Baixos do Sul, que estavam envolvidos em uma longa rebelião contra domínio espanhol. Além disso, forneceria outra base para corsários, como os Corsários de Dunquerque, para interromper o comércio marítimo entre ingleses e holandeses. A Segunda Armada Espanhola tinha como objetivo apoiar os rebeldes, mas foi esmagada por tempestades ao largo do Cabo Finisterra em outubro de 1596. Filipe, já doente, enviou outra armada no ano seguinte, mas isso também falhou devido a tempestades, azar e mau planeamento.

### Desembarques espanhóis
Após a morte de Filipe II, seu filho Filipe III continuou a fornecer apoio direto durante anos aos rebeldes irlandeses que lutavam contra a Inglaterra. Em 1601, Filipe III enviou Dom Juan del Águila e Dom Diego Brochero para a Irlanda com 6.000 homens e uma quantidade significativa de armas e munições. O mau tempo separou os navios e nove deles, transportando a maioria dos soldados veteranos e pólvora, tiveram que voltar para trás. Os restantes 4.000 homens desembarcaram em Kinsale, ao sul de Cork, em 2 de outubro de 1601. Outra força comandada por Alonso de Ocampo conseguiu desembarcar em Baltimore, no Condado de Cork. Os espanhóis correram para fortalecer esses pontos de apoio, a fim de resistir aos exércitos ingleses que se aproximavam.
Embora o exército espanhol tivesse assegurado a cidade de Kinsale, não conseguiu expandir a sua base para a região circundante, ficando vulnerável ao cerco das forças inglesas. Ao saber do desembarque espanhol, Charles Blount, 1º Conde de Devon (também conhecido como Lorde Mountjoy), designado como Lorde Deputado da Irlanda, enfraqueceu as guarnições ao redor da Paliçada e correu para Kinsale com o maior número de homens que ele poderia sustentar.

## Cerco

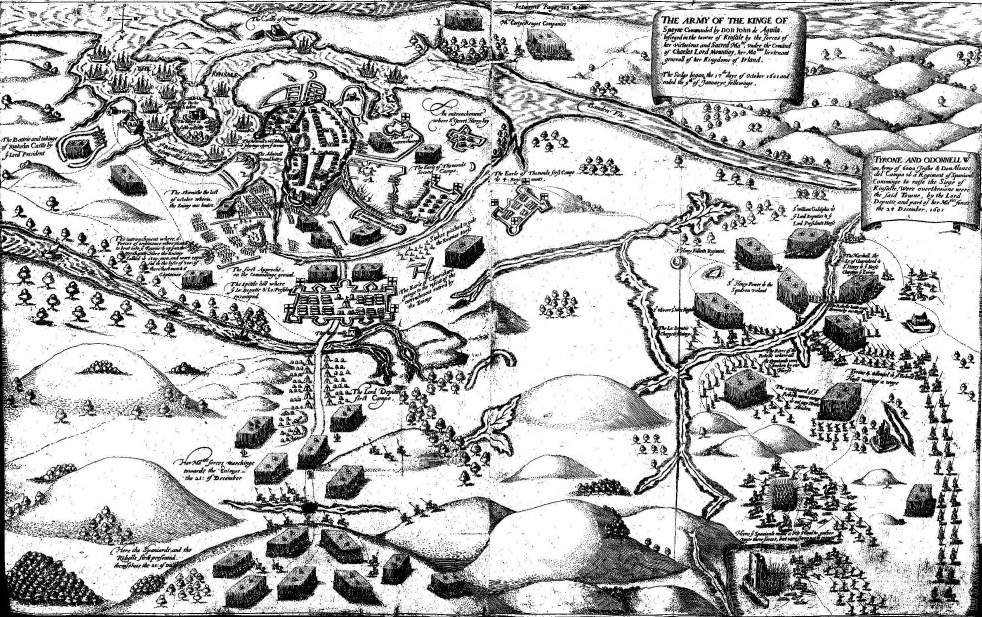
Cerco e batalha de Kinsale, 1601 da Pacata Hibernia, 1633

Em 2 de outubro, Mountjoy sitiou Kinsale e reforços foram trazidos através de Oysterhaven, elevando o número do exército para 12.000 militares. Isso incluiu uma grande força sob o comando do nobre irlandês Donogh O'Brien, 4º Conde de Thomond. No entanto, muitos deles eram soldados irlandeses e muitos não estavam preparados para a guerra de cerco, especialmente no inverno. Muitos adoeceram, restando cerca de 7.500 capazes de lutar.
Ao mesmo tempo, os condes gaélicos O'Neill e seu aliado O'Donnell consideraram suas posições. A dificuldade era que os espanhóis haviam desembarcado na costa sul da Irlanda, longe das áreas sob controle dos chefes irlandeses. Para levar ajuda às tropas espanholas, teriam de conduzir as suas tropas para regiões onde o apoio à sua causa era duvidoso. Eles hesitaram durante semanas enquanto o outono se transformava num inverno particularmente chuvoso e tempestuoso. A guarnição espanhola sitiada começou a sofrer com a falta de suprimentos e privações. sendo O'Neill forçado a ajudá-los. Ele compreendeu perfeitamente que, caso esta primeira força espanhola sofresse derrota, seria improvável que recebesse mais ajuda militar. A decisão dos espanhóis de desembarcar em Kinsale forçou O 'Neill a concordar com seu aliado mais impetuoso, Hugh O'Donnell, em abandonar suas táticas de guerrilha até então bem-sucedidas e arriscar um confronto aberto. Seria necessária uma grande força, maior do que eles poderiam perder. Eles partiram então em uma marcha de inverno de 480 km, separadamente para facilitar o abastecimento. O'Neill com 2.500 homens a pé e 500 cavalos e O'Donnell com 1.500 homens a pé e 300 cavalos. Depois de alguns enganos e algumas marchas difíceis em condições perigosas, as duas forças se encontraram e acamparam em Kinalmeaky para descansar e abastecer o exército, onde se juntaram a forças adicionais de Leinster e Munster.
As forças de Lord Mountjoy foram incapazes de cercar a cidade de Kinsale e seus arredores (agora chamada de Belgooly), mas conquistaram alguns terrenos mais elevados e submeteram as forças espanholas a constantes fogos de artilharia. A marinha inglesa, sob o comando do almirante Richard Leveson, chegou com uma esquadra de dez navios e isolou a cidade do mar. A cavalaria inglesa cavalgou pela zona rural circundante destruindo gado e colheitas, enquanto ambos os lados apelavam à lealdade da população. O'Neill e O'Donnell hesitaram em deixar o Ulster vulnerável a ataques marchando para o sul, especialmente devido à falta de suprimentos para suas tropas. Quando partiram, cortaram com sucesso as linhas de abastecimento inglesas em toda a ilha e, em dezembro, a escassez de suprimentos e o mau tempo começaram a afetar o exército inglês sitiante, com muitos morrendo de disenteria e febre.
Reforços chegaram da Espanha em Castlehaven, e em 24 de dezembro de 1601 (data inglesa, 3 de janeiro de 1602 para os exércitos irlandeses e espanhóis]]) posicionaram-se em Coolcarron, a cerca de cinco quilômetros do acampamento inglês. Por volta da meia-noite, os irlandeses em duas colunas, liderados por Hugh O'Neill e O'Donnell, partiram de seu acampamento em Coolcarron e marcharam em direção ao cume de Ardmartin, com vista para o acampamento inglês. Os batedores ingleses a cavalo de Sir Richard Greames ,no posto avançado naquela noite, foram supostamente informados desses movimentos quando observaram o fósforo aceso dos arcabuzeiros irlandeses na penumbra antes do amanhecer se posicionando em Ardmartin. Mountjoy foi imediatamente informado de que os irlandeses estavam a três quartos de milha de seu acampamento, pegou em armas e enviou o marechal Sir Richard Wingfield, 1º Visconde de Powerscourt, para avaliar melhor a situação. Ele retornou rapidamente e confirmou as informações. Enquanto isso, Mountjoy organizou suas tropas para defender os seus campos principais e secundários. No entanto, a situação era terrível para os ingleses, pois a deserção, as doenças e as baixas reduziram o exército sitiante em quase 50%. O grande acampamento do lado Norte foi confiado ao comando do Coronel Sir Benjamin Berry com cinco regimentos de infantaria, os Lordes Deputados (715 homens) dos quais ele era Tenente Coronel, os Lordes Presidentes (536 homens), o Conde de Clanrickards (529 homens), Lorde Audlies (370 homens) e Coronel Sir Richard Moryson (541 homens). O acampamento menor foi comandado pelo Conde de Thomond com seu próprio regimento (572 homens) e três outros, Coronel Sir Richard Percy (544 homens), Coronel Sir Charles Wilmot (454 homens) e Coronel Sir Christopher Laurence (747 homens). Mountjoy certificou-se de que seus acampamentos estavam protegidos da melhor maneira possível e conduziu suas forças restantes para o noroeste para enfrentar os irlandeses.

### Batalha de Kinsale

#### Movimentos iniciais
A força irlandesa que chegou a Ardmartin na madrugada consistia em mais de 6.000 homens em duas colunas: 400 homens de Leinster sob o comando de Richard Tyrrell, 1.000 homens de Munster, 159 espanhóis em cinco companhias de infantaria, 2.500 homens a pé e 500 cavalos leves sob o comando de O'Neill, 1.500 homens a pé e 300 cavalos leves sob o comando de O'Donnell. Muitos relatos falam de três escalões: a vanguarda, o centro e a retaguarda. No entanto, parece que um pequeno esquadrão volante (559 homens) foi formado a partir de uma parte da coluna de O'Neill composta pelos homens de  Leinster de Tyrrell e pela infantaria espanhola. Quando Mountjoy deixou o acampamento na companhia de Carew, o Lorde Presidente, tudo o que estava imediatamente disponível para os ingleses eram os 400 cavalos restantes da cavalaria severamente esgotada, aproximadamente nove soldados no total. Esses homens montados junto com o Esquadrão Volante de Sir Henry Powers (449 homens) foram enviados sob o comando de Sir Richard Wingfield para observar os movimentos dos irlandeses e verificar suas intenções . O Esquadrão Volante Powers foi um regimento ad-hoc criado pela combinação de cerca de 40 homens de cada um dos onze regimentos que compunham a força de cerco. Essas tropas foram utilizadas para os postos avançados e estiveram de serviço nas últimas três noites em alerta constante a quaisquer alarmes provenientes do acampamento irlandês.
Avançando em direção a Ardmartin, Wingfield observou o Esquadrão Irlandês Volante sob o comando de Richard Tyrell se aproximando do acampamento do Conde de Thomond. Tyrrele, ao ver os ingleses, parou de avançar. Seguindo atrás estava o escalão principal de O'Neill, a cerca de 400 metros de distância, avançando em boa ordem ao longo da linha do cume protegida por sua cavalaria. Nessa fase, Mountjoy juntou-se às forças de Wingfield e, vendo os irlandeses em força, decidiu oferecer batalha imediatamente. Ele ordenou que o sargento-mor John Berkeley retornasse ao acampamento e trouxesse os dois regimentos de reserva do coronel Sir Oliver St John's (515 homens) e do coronel Sir Henry Follyot (595 homens) para apoiar Wingfield. O'Neill, notando o avanço dos ingleses, interrompeu a marcha e ordenou que suas forças se retirassem de Ardmartin de volta a Millwater. Wingfield, perdendo de vista os irlandeses que se retiravam da cordilheira, pediu permissão para perseguir e atacar com seus homens montados. Tendo alcançado o cume do Ardmartin, ele podia ver toda a panóplia de campos estendidos à sua frente, sobre os quais as duas unidades irlandesas haviam recuado em boa ordem. Os irlandeses haviam se retirado diretamente colina abaixo e atravessado um vau onde, tendo passado por uma área pantanosa, formaram-se em terreno sólido do outro lado. A provável intenção de O'Neill era que o terreno pantanoso oferecesse proteção contra a cavalaria inglesa e canalizasse os ingleses através dos vaus, onde estavam seus atiradores de emboscada. Nesse ponto, o conde de Clanrickard insistiu que o Marechal saísse imediatamente das alturas e cruzasse o vau para enfrentar os irlandeses. Qualquer que fosse o propósito da decisão de O'Neill de se retirar, ele havia passado firmemente a iniciativa de volta para Mountjoy e estava tomando a escolha fatídica que lhe custaria uma batalha, uma campanha, uma guerra e um reino.

#### Derrota irlandesa
Wingfield imediatamente formou uma tropa de ataque com uma companhia de infantaria (100 homens) sob o comando do tenente Cowel, apoiada pela cavalaria de Sir Henry Danvers (100 homens). Isso combinou todas as forças armadas que enfrentaram os escaramuçadores irlandeses no lado oposto do pântano e, aumentando a frequência de tiros, conseguiu forçar os irlandeses a se retirarem para sua batalha principal. O tenente Alferez Bustamente, observando de dentro das fileiras espanholas, comentou com desgosto que seus aliados, após uma pequena escaramuça no primeiro vau, haviam executado uma nova retirada e atravessado outro riacho em sua retaguarda. Agora em terreno sólido com Millwater entre eles, a tropa de O'Neill tomou outra posição e esperou pelo próximo movimento do exército inglês. Durante esse período, é provável que os oficiais espanhóis tenham tentado reorganizar as forças irlandesas na clássica formação de combate espanhola, o Terço, que em si era uma operação complexa mesmo para as forças mais experientes. Muitos dos homens de Ulster de O'Neill poderiam já estar familiarizados com esta manobra, mas os recentes voluntários de Cork e os selvagens madeireiros que combatiam podem ter achado um esforço claustrofóbico e aterrorizante permanecer imóveis e amontoados para aguardar o ataque. Na verdade, era contrário, se não estranho, ao estilo de luta irlandês, representado pelos seus anteriores sucessos de atropelamento e fuga em Clontibret e Yellow Ford. Enquanto isso, os ingleses também estavam reorganizando suas forças no extremo oeste do vale, preparando-se para avançar para a planície aberta para enfrentar O'Neill. Do lado leste do riacho, Mountjoy pôde ver que os irlandeses e espanhóis haviam se alinhado em duas unidades com a desesperada esperança de tiro em ordem de escaramuça, guardando a passagem do vau à sua frente e a cavalaria formada atrás da tropa na reserva. Algumas centenas de metros mais a montante, a retirada irlandesa expôs outra rota através do pântano, explorada pela cavalaria inglesa. As tropas de Clanrickard, Greames, Tasse, Fleming, Danvers, Godolphin e Mitchell (cerca de 250 cavaleiros sob o comando do Marechal) conseguiram atravessar e flanquear a principal linha de batalha irlandesa. De acordo com William Farmer, o cirurgião de cavalaria, a passagem foi forçada e mantida por Wingfield, Greames e pelo entusiasmado Richard de Burgh, que derrotou os batedores irlandeses montados que a guardavam. A visão da cavalaria inglesa formando-se em terreno aberto à sua retaguarda direita fez com que os escaramuçadores irlandeses recuassem para a batalha principal, abandonando o vau e permitindo que o observador Mountjoy empurrasse mais tropas através do primeiro vau.
Testemunhas oculares contemporâneas sugerem que a cavalaria inglesa imediatamente atacou os irlandeses na tentativa de quebrá-los, mas o Terço conseguiu se manter firme e com um ouriço eriçado de lanças repeliu os cavaleiros que os enfrentaram e tiveram que se retirar. O Coronel Henry Powers observou que isso fez com que “os rebeldes dessem um grande grito” de triunfo. Pensando que a cavalaria inglesa estivesse derrotada, O'Neill convocou sua cavalaria leve da reserva para explorar essa suposta oportunidade. A cavalaria de O'Neill, totalizando cerca de 500 cavaleiros, era formada pela elite da sociedade gaélica composta pelos chefes e cavalheiros das diversas seitas, montados em pequenos cavalos irlandeses sem estribos e armados com lanças leves e dardos. Os irlandeses galoparam em sua perseguição, mas a essa altura a disciplinada cavalaria inglesa já havia se recuperado e apresentado uma frente sólida para seus oponentes de montaria mais leve. O Tenente Bustamente notou naquele momento que a cavalaria inglesa foi apoiada por 200 tiros do esquadrão volante, que ao cruzar o riacho disparou uma saraivada que derrubou alguns cavaleiros irlandeses e derrubou um cavalo fazendo-os se desorganizar e fugir, direto para a batalha principal de O'Neill, desorganizando suas tropas e fazendo com que parte delas fugissem. Vendo a oportunidade, a cavalaria inglesa liderada por Wingfield atacou a desorganizada coluna irlandesa e causou uma derrota total dos homens de O'Neill, que foram ferozmente perseguidos sem quartel pela cavalaria. De Burgh, o conde de Clarickard, nascido em Galway, foi particularmente sanguinário ao instruir seus soldados a "colocá-los à espada". Mas o trompetista de O'Neill, Shane Sheale, observou que as tropas irlandesas dentro das fileiras da tropa de De Burgh tiveram pena de seus compatriotas rebeldes e realmente cutucaram os irlandeses em fuga para fora do campo com a ponta de seus cajados. Esse pequeno ato de misericórdia provavelmente reduziu consideravelmente o número de mortos. Com a derrota das tropas  de O'Neill, Mountjoy enviou uma mensagem ao Capitão Francis Roe, que era o Comandante do Regimento de St John, para avançar com seus homens através do pântano e atacar o flanco do Esquadrão de Tyrrell.

#### Derrota espanhola
O esquadrão volante irlandês, vendo a derrota da força principal de O'Neill e recebendo algum fogo dos escaramuçadores de St John, começou a se retirar, e os irlandeses começaram a fugir a pé. Os irlandeses começaram a ultrapassar seus aliados espanhóis mais bem equipados que, ao se verem abandonados, fecharam fileiras e recuaram para uma pequena colina. Eles foram então atacados pela cavalaria do Lorde Deputado, liderada por Sir William Godolphin. Cercados pela cavalaria inglesa, o resultado foi inevitável, pois uma a uma as bandeiras da Borgonha caíram das mãos dos seus defensores. No entanto, fontes inglesas afirmam que os espanhóis comandados pelo capitão Dom Alonzo Del Campo eriçaram suas lanças e resistiram ferozmente, mas foram esmagados e despedaçados. Del Campo, o capitão Pereyra, sete tenentes e quarenta homens foram capturados ilesos, com até setenta homens mortos. O Intendente López de Soto afirma que cento e quarenta foram mortos ou capturados e três das cinco companhias foram capturadas. Dos principais oficiais em campo, apenas o Tenente Bustamente conseguiu escapar em meio ao caos, com cerca de sessenta outros espanhóis, que após três dias sem dormir continuaram atordoados com a derrota.
A retaguarda de O'Donnell, por algum motivo, chegou atrasada à batalha e não foi engajada. Vendo a derrota de O'Neill, retirou-se por onde tinha vindo. Com a sua decisão de recuar de Ardmartin, O'Neill entregou a iniciativa aos ingleses. Embora ele tenha recuado em boa ordem, suas tropas não foram adequadamente treinadas ou disciplinadas para permanecer na formação de Terço e absorver os ataques como era o projeto da formação. A maioria dos irlandeses fugiu de volta para o Ulster, embora alguns tenham permanecido para continuar a guerra com O'Sullivan Beare e Dermot Maol MacCarthy Reagh.

### Rendição
Os ingleses retomaram o cerco a Kinsale, Del Águila viu a sua posição como desesperadora sem uma ação eficaz dos senhores irlandeses. Os espanhóis, que perderam muitos homens no cerco, entregaram a cidade a Mountjoy "nos termos" e foram autorizados a navegar de volta para a Espanha, sem saber que outra força espanhola havia sido enviada e estava poucos dias depois de chegar. Os espanhóis receberam termos honrosos e renderam Kinsale com suas bandeiras voando, sendo acordado que eles seriam transportados de volta à Espanha ao desistirem de suas outras guarnições de Dunboy, Baltimore e Castlehaven. A outra força espanhola enviada nunca desembarcou. Ao receberem a notícia da rendição de Águila, eles imediatamente voltaram para a Espanha.

## Consequências

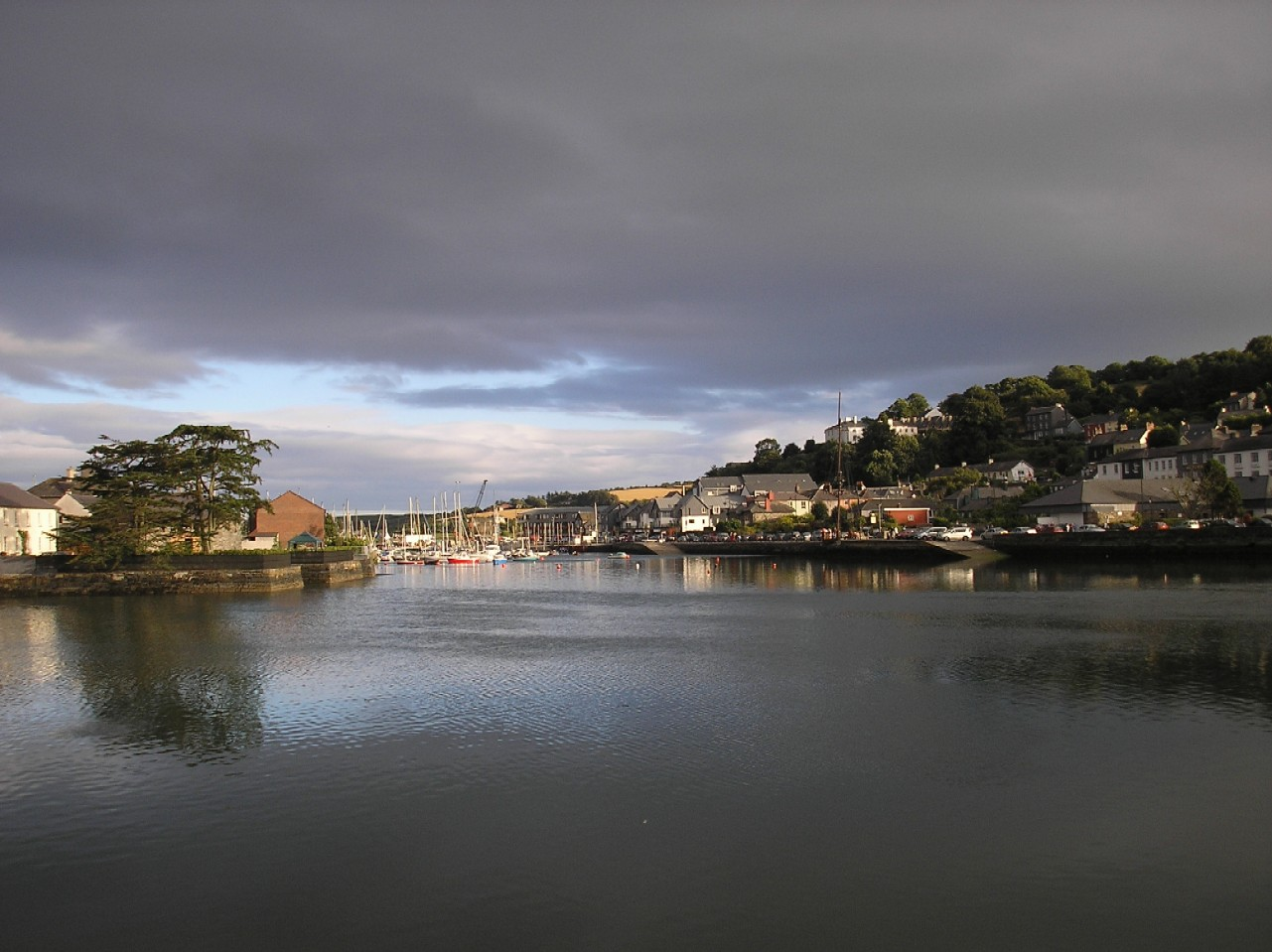
Porto de Kinsale hoje.

A cavalaria leve irlandesa não era adequada para ações de choque e não era páreo para a cavalaria inglesa. Mesmo dizimados como estavam, os ingleses ainda tinham vantagem em cavalos, táticas, disciplina e armas ofensivas. Também ficou demonstrada a força das técnicas de cavalaria inglesa usando a lança moldada, em comparação com o método irlandês sem estribo e golpe de lança por cima do braço. As táticas resultantes mostraram que a infantaria irlandesa estava mal treinada para uma batalha campal em formação contra um exército profissional bem treinado. Durante anos os ingleses oraram por uma chance de colocar os irlandeses em um amplo campo aberto. O resultado de que os ingleses foram facilmente capazes de derrotá-los por três vezes, mostrou a fraqueza das forças irlandesas em uma batalha convencional. No entanto, os irlandeses repeliram o primeiro ataque e só foram derrotados quando abriram as suas fileiras à cavalaria em fuga. Em relação à derrota dos irlandeses, era prática comum eles iniciarem uma retirada quando estavam em apuros, mas dessa vez não havia pântano ou floresta para fugir, apenas para um campo aberto onde estavam à mercê da cavalaria inglesa. As forças irlandesas também estavam muito distantes umas das outras, como evidenciado pela chegada tardia de O'Donnell. Os cavaleiros irlandeses também não ofereceram qualquer tela protetora ou proteção de flanco aos seus soldados, permitindo que a cavalaria inglesa dominasse os procedimentos táticos. Mais importante ainda, O'Neill mostrou uma cautela fatal quando estava no topo de Ardmartin, recuando para Millwater quando o que era necessário era uma ação decisiva para tirar os espanhóis de Kinsale.
Essa perda pôs fim à ajuda espanhola na Irlanda e a grande parte da resistência irlandesa. As forças do Ulster regressaram à sua província natal e, após mais dois anos de desgaste, o último deles rendeu-se em 1603, logo após a morte da rainha Isabel. No ano seguinte, Inglaterra e Espanha concordaram em fazer a paz com a assinatura do Tratado de Londres.
O'Donnell foi para Castlehaven e pegou um navio para a Espanha. Ele foi bem recebido lá, mas morreu alguns meses depois, supostamente envenenado pelo espião de George Carew, James "Spanish" Blake.
O'Neill retornou ao seu Ulster natal e continuou a lutar, mas sua aura de invencibilidade foi quebrada. Ele se submeteu à coroa em Mellifont, em 30 de março de 1603, onde recebeu termos generosos. Quatro anos depois decidiu ir para Espanha. O'Neill estava acompanhado por muitos apoiadores e outros chefes no que é conhecido como a Fuga dos Condes.  A intenção deles sempre foi formar um exército e expulsar a autoridade inglesa em sua província natal, mas os territórios que haviam deixado para trás logo foram divididos na Plantação do Ulster e eles nunca mais puderam retornar.
A administração inglesa viu a oportunidade ideal para tomar a maior parte das terras do Ulster e trazer colonos presbiterianos das Terras Baixas da Escócia e colonos do norte da Inglaterra para cultivá-las. Os ingleses alcançaram os seus objetivos de destruir a antiga ordem gaélica, livrando-se do sistema de clãs e dos chefes mais problemáticos.
O resultado da batalha de Kinsale foi devastador para a cultura e modo de vida irlandês existente, pois o antigo sistema gaélico foi finalmente quebrado. Ao fugir para a Europa continental, a aristocracia gaélica deixou para trás um vácuo de poder que a autoridade dos ingleses preencheu.